# موز بانكسي
موز بانكسي (الاسم العلمي:Musa banksii) هو نوع من النباتات يتبع جنس الموز من فصيلة الموزية.